# Jus2
Jus2 (tiếng Hàn Quốc: 저스투) là một bộ đôi âm nhạc Hàn Quốc bao gồm hai thành viên của nhóm nhạc Got7 là JB và Yugyeom. Họ được thành lập bởi JYP Entertainment và phát hành EP đầu tiên với tựa đề Focus vào ngày 5 tháng 3 năm 2019. Đây là nhóm nhỏ thứ hai của Got7 sau JJ Project.

## Tên gọi
Theo chia sẻ từ thành viên Yugyeom, tên gọi của nhóm là sự kết hợp của hai từ tiếng Anh là just (chỉ) và two (hai), nghĩa đen là "chỉ có hai người".

## Lịch sử
Ngày 13 tháng 2 năm 2019, JYP Entertainment thông báo việc thành lập một nhóm nhỏ mới của Got7 và nhóm này sẽ ra mắt vào tháng 3. Sau đó, EP đầu tay Focus của nhóm được tiết lộ sẽ phát hành vào ngày 5 tháng 3 và bao gồm sáu bài hát, trong đó "Focus On Me" là ca khúc chủ đề. Video âm nhạc cho ca khúc chủ đề được phát hành vào ngày 3 tháng 3. Bộ đôi ra mắt trên M Countdown của Mnet vào ngày 7 tháng 3 năm 2019. Focus ra mắt ở vị trí thứ 6 trên Billboard World Album Chart.
Bộ đôi đã phát hành một bản OST cho He is Psychometric, được gọi là "Take".

## Danh sách đĩa nhạc

### EP
| Tựa đề | Chi tiết | Vị trí cao nhất trên bảng xếp hạng | Vị trí cao nhất trên bảng xếp hạng | Vị trí cao nhất trên bảng xếp hạng | Doanh số                                              |
| Tựa đề | Chi tiết | Hàn Quốc                           | Nhật Bản                           | Hoa Kỳ                             | Doanh số                                              |
| ------ | --- | ---------------------------------- | ---------------------------------- | ---------------------------------- | ----------------------------------------------------- |
| Focus  | - Phát hành: 5 tháng 3 năm 2019 - Hãng đĩa: JYP Entertainment - Định dạng: CD, tải nhạc số, stream Danh sách bài hát 1. Focus On Me 2. Drunk On You 3. Touch 4. Senses 5. Love Talk 6. Long Black | 2                                  | 7                                  | 6                                  | - Hàn Quốc: 85,461 - Nhật Bản: 14,788 - Hoa Kỳ: 1,000 |

### Đĩa đơn
| Tựa đề                                                                                       | Năm  | Vị trí cao nhất trên bảng xếp hạng | Vị trí cao nhất trên bảng xếp hạng | Vị trí cao nhất trên bảng xếp hạng | Album |
| Tựa đề                                                                                       | Năm  | Hàn Quốc                           | Hàn Quốc Hot 100                   | Hoa Kỳ                             | Album |
| -------------------------------------------------------------------------------------------- | ---- | ---------------------------------- | ---------------------------------- | ---------------------------------- | ----- |
| "Focus On Me"                                                                                | 2019 | —                                  | 45                                 | 23                                 | Focus |
| "—" biểu thị các bản phát hành không có bảng xếp hạng hoặc không được phát hành ở khu vực đó |      |                                    |                                    |                                    |       |

### Nhạc phim
| Tựa đề                                                                                       | Năm  | Vị trí cao nhất trên bảng xếp hạng | Vị trí cao nhất trên bảng xếp hạng | Vị trí cao nhất trên bảng xếp hạng | Album                  |
| Tựa đề                                                                                       | Năm  | Hàn Quốc                           | Hàn Quốc Hot 100                   | Hoa Kỳ                             | Album                  |
| -------------------------------------------------------------------------------------------- | ---- | ---------------------------------- | ---------------------------------- | ---------------------------------- | ---------------------- |
| "Take"                                                                                       | 2019 | —                                  | —                                  | 25                                 | He Is Psychometric OST |
| "—" biểu thị các bản phát hành không có bảng xếp hạng hoặc không được phát hành ở khu vực đó |      |                                    |                                    |                                    |                        |

## Lưu diễn
- Jus2 <FOCUS> Live Premiere với V Live[18]
- Jus2 <FOCUS> Premiere Showcase Tour[19]

### Các chuyến lưu diễn
| Ngày                | Thành phố | Quốc gia hoặc vùng lãnh thổ | Địa điểm                           |
| ------------------- | --------- | --------------------------- | ---------------------------------- |
| 4 tháng 4 năm 2019  | Ma Cao    | Trung Quốc                  | Nhà hát Broadway                   |
| 10 tháng 4 năm 2019 | Tokyo     | Nhật Bản                    | Zepp DiverCity                     |
| 11 tháng 4 năm 2019 | Tokyo     | Nhật Bản                    | Zepp DiverCity                     |
| 14 tháng 4 năm 2019 | Đài Bắc   | Đài Loan                    | Trung tâm Hội nghị Quốc tế Đài Bắc |
| 17 tháng 4 năm 2019 | Ōsaka     | Nhật Bản                    | Zepp Namba                         |
| 18 tháng 4 năm 2019 | Ōsaka     | Nhật Bản                    | Zepp Namba                         |
| 21 tháng 4 năm 2019 | Jakarta   | Indonesia                   | Nusantara Hall, ICE BSD            |
| 26 tháng 4 năm 2019 | Băng Cốc  | Thái Lan                    | Thunder Dome                       |
| 27 tháng 4 năm 2019 | Băng Cốc  | Thái Lan                    | Thunder Dome                       |
| 28 tháng 4 năm 2019 | Băng Cốc  | Thái Lan                    | Thunder Dome                       |
| 4 tháng 5 năm 2019  | Singapore | Singapore                   | Zepp Bigbox                        |

## Danh sách phim

### Video âm nhạc
| Năm  | Tựa đề        | Đạo diễn           | Nguồn  |
| ---- | ------------- | ------------------ | ------ |
| 2019 | "Focus On Me" | Dirextor Kim (HQF) | [ 20 ] |